# Le Bifteck
Le Bifteck (titre original : A Piece of Steak) est une nouvelle américaine de Jack London publiée aux États-Unis en 1909.

## Historique
Boxeur lui-même, Jack London a écrit deux romans sur la boxe : Le Jeu du ring (The Game) et La Brute des cavernes (The Abysmal Brute), ainsi que deux nouvelles : Le Bifteck (A Piece of Steak) et Pour la révolution mexicaine (The Mexican).
La nouvelle est publiée initialement dans The Saturday Evening Post en novembre 1909, avant d'être reprise dans le recueil When God Laughs and Other Stories en janvier 1911.

## Résumé
Tom King est un boxeur en fin de sa carrière. Sa période de gloire est passée, il est maintenant si pauvre qu'il n'a pas de quoi s'acheter un steak pour monter sur le ring le ventre plein...

## Éditions

### Éditions en anglais
- A Piece of Steak, dans The Saturday Evening Post, 20 novembre 1909.
- A Piece of Steak, dans le recueil When God Laughs and Other Stories, un volume chez The Macmillan Co, New York, janvier 1911.

### Traductions en français
- Le Bifteck, traduit par James Graham, in La Vie au grand air, périodique, 1914.
- Un Morceau de bifteck,traduit par Louis Postif, in Match l’intran, périodique, 1931.
- Un bon bifteck,traduit par Louis Postif, revu et complété par Frédéric Klein, in Quand Dieu ricane, recueil, Phébus, 2005.
- Un bon bifteck, traduit par Clara Mallier, Gallimard, 2016[1].

## Sources
- « Bibliographie de Jack London », sur jack-london.fr (consulté le 26 février 2024)